# Лендвай, Пал
Пал Лендвай (венг. Lendvai Pál, по-немецки Пауль Лендваи нем. Paul Lendvai; род. 4 августа 1929, Будапешт, Королевство Венгрия) — журналист венгерского происхождения, получивший австрийское гражданство. Он переехал в Австрию в 1957 году, где работает писателем и журналистом.

## Биография
Лендвай родился в семье евреев. В конце 1940-х — начале 1950-х годов (также известна как эпоха Ракоши) Лендвай работал журналистом в Венгрии, начиная с 1947 года. Лендвай писал для Szabad Nép, а также был руководителем отдела зарубежных репортажей в Венгерском информационном агентстве (MTI). Среди книг Лендвая 1950-х годов — «Тито, враг венгерского народа» (1951) и «Франция на распутье» (1955), тиражом 50 000 экземпляров.
Как бывший социал-демократ, он был признан политически неблагонадежным. И в 1953 году был заключён в тюрьму на восемь месяцев, а также лишён доступа к средствам массовой информации на три года.
Лендвай был членом Коммунистической партии, но он не участвовал в подавлении революции 1956 года. Он покинул Венгрию, отправившись в 1957 году в Вену, Австрия.
Прибыв в Вену, Лендвай вскоре начал искать работу, поначалу ограниченную отсутствием достаточных языковых навыков. В этот период он помогал иностранным корреспондентам в вопросах, касающихся Венгрии, и писал небольшие статьи под такими псевдонимами, как «Дьёрдь Холло», «Арпад Беч» или «Поль Ланди». Вскоре Лендвай преодолел первые трудности и в 1959 году адаптировался в Австрии, где стал журналистом и комментатором по Восточной Европе. Он был корреспондентом по восточноевропейским вопросам газет Die Presse и Financial Times в течение двадцати двух лет. Он также сотрудничал с The Economist и писал колонки для австрийских, немецких и швейцарских газет и радиостанций.
В 1982 году Лендвай стал главным редактором восточноевропейского отделения общественной телерадиокомпании ORF и генеральным директором Radio Österreich International в 1987 году. Его еженедельные колонки публиковались в газете Der Standard.
В 1985 году венгерское коммунистическое руководство организовало Культурный форум, получивший название «Саммит Восток-Запад», на который были приглашены 900 политиков, писателей и других известных людей. В то же время был запланирован «контркультурный форум» с предполагаемым участием «диссидентов и оппозиционных групп». Дьёрдь Конрад был одним из предполагаемых ораторов. В 2010 году венгерская проправительственная газета обвинила Пала Лендвая в сотрудничестве с коммунистическим режимом, поскольку он предоставил властям Венгрии информацию о контрфоруме.
Экс-премьер-социалист Ференц Дьюрчань выступил в защиту Пала Лендвая, заявив: «Что касается меня, я поддерживаю его в его борьбе за обоснование своих решений прошлых лет… И мы должны прекратить копаться в прошлом». Дьёрдь Конрад, один из предполагаемых выступающих на оппозиционном мероприятии, сказал: «Если всё было так, то это очень печально». 
Лендвай отверг обвинения и сказал, что кампания против него была вызвана его критикой нынешнего правительства в своей последней книге. Бывший консервативный депутат Дебреченьи, известный философ Шандор Радноти, лидер австрийских консерваторов Эрхард Бузек защищали его честность. Янош Надь, посол, с которым Лендваи беседовал в то время, давал интервью по поводу Клабрадьо и настаивал на том, что его репортажи всегда точно передают сказанное. Статья, напечатанная в левом Népszabadság, соглашается с защитой Лендвая о том, что он не был агентом, хотя далее подчёркивается, что он, тем не менее, был добровольным и активным сотрудником коммунистического режима.
19 марта 2011 года Лендвай представил в Будапеште венгерский перевод своей последней книги Mein verspieltes Land («Моя разбитая страна»). В своих мемуарах Лендваq изображает картину этнической ненависти, политических потрясений и антисемитизма в Центральной Европе 20-го века.
Лендвай — главный редактор и соиздатель выходящего в Вене международного ежеквартального журнала «Europäische Rundschau». 8 ноября 2013 года президент Австрии Хайнц Фишер и бывший министр иностранных дел Чехии Карел Шварценберг выступили с речами по случаю 40-й годовщины журнала .
3 апреля 2014 года министр внутренних дел Австрии назначил Пала Лендвая председателем Независимого миграционного совета Австрии .